# 沼泽荸荠
沼泽荸荠（学名：Heleocharis eupalustris）为莎草科荸荠属的植物。分布在欧洲北部和中部、亚洲北部和北美洲、蒙古人民共和国西部和北部、大西洋沿岸以及中国大陆的新疆等地，生长于海拔2,000米的地区，多生于谷底水边，目前尚未由人工引种栽培。

## 异名
- Eleocharis palustris (L.) Roem. et Schult. f. major Sonder.